# Sorex haydeni
Sorex haydeni är en däggdjursart som beskrevs av Baird 1857. Sorex haydeni ingår i släktet Sorex och familjen näbbmöss. IUCN kategoriserar arten globalt som livskraftig. Inga underarter finns listade i Catalogue of Life. I äldre avhandlingar betraktades Sorex haydeni som en underart till Sorex cinereus.
Arten blir med svans 77 till 101 mm lång och väger 2 till 5 g. Svanslängden är 25 till 38 mm, bakfötternas längd 9 till 12 mm och öronen blir 7 till 8 mm långa. Näbbmusen liknar Sorex cinereus men den har allmänt en ljusare päls och en kortare svans. För att bestämma arten korrekt behövs vanligen mätningar av tanduppsättningen.
Denna näbbmus förekommer i centrala Nordamerika i USA och Kanada. Utbredningsområdets södra gräns ligger i norra Kansas. Arten lever i prärien och i andra landskap som domineras av gräs, bland annat ängar intill floder, områden nära sjöar som liknar marskland eller stadsparker.
Sorex haydeni äter främst ryggradslösa djur som daggmaskar, insekter eller blötdjur. I mindre mått ingår några små ryggradsdjur och växtdelar i födan. Individerna är främst aktiva under skymningen och gryningen men de kan även vara aktiva under andra tider på dagen eller på natten. Denna näbbmus håller ingen vinterdvala. Mellan april och september/oktober har honor upp till tre kullar med 3 till 10 ungar per kull. Dräktigheten varar antagligen 19 till 22 dagar. Troligtvis kan honor som föds under våren föda egna ungar under hösten.